# Diego Fortuna
Diego Fortuna (Vicenza, 14 febbraio 1968) è un ex discobolo italiano.
Ha gareggiato per il Centro Sportivo Carabinieri. Cinque volte a podio in manifestazioni internazionali e 8 volte campione italiano.

## Biografia

### Gli inizi
La prima apparizione di Diego Fortuna in ambito nazionale è in occasione dei campionati italiani studenteschi del 1985 nel getto del peso dove si classifica al secondo posto.
Nello stesso anno ottiene un ottimo terzo posto ai campionati italiani allievi nel lancio del disco con la misura di 47,12 metri, allora suo record personale.
Nell'anno successivo si dedica completamente al lancio del disco abbandonando il calcio dove militava con ottimi risultati.
Successivamente diventa campione regionale assoluto nel 1987 con la misura di mt 46,42.
Ancora una volta terzo ai campionati italiani juniores a Grosseto, con la misura di 48,92, l'anno successivo è fermato da una fastidiosa pubalgia che lo porta a perdere praticamente tutta la stagione. Nell'ottobre del 1988 entra nel Centro Sportivo Carabinieri. Campione italiano promesse nel 1989, vanta anche 4 titoli di campione italiano Universitario. Sposato con Cinzia è padre di tre figli, Diletta (nata nel 2001), Camilla (nata nel 2004) e Antonio Maria (nato nel 2008).

### L'affermazione

#### L'esordio internazionale (1993-1996)
Dopo 3 anni di lavoro ecco l'atleta affacciarsi alla ribalta nazionale con un buon terzo posto ai campionati italiani assoluti di Bologna 1993 con la misura di 57,10.
In quello stesso anno, in Coppa Italia a Cesenatico, supera per la prima volta la fettuccia dei 60 metri, limite che supererà più di 150 volte nella sua carriera.
A Portsmouth, in occasione del suo esordio in Nazionale, arriva terzo con la misura di 58,16 alle spalle dell'ungherese Attila Horváth.
L'anno successivo partecipa alla sua prima Coppa Europa e agli Europei di Helsinki.
Il 1995 è fondamentale per la sua crescita agonistica. Grazie anche al contributo del suo allenatore, Silvano Simeon, ottiene il suo primo piazzamento internazionale con il terzo posto alle Universiadi di Fukuoka 1995 con 61,12.
La Coppa Italia si rivela fondamentale ancora una volta. Nell'edizione di ottobre 1995 raggiunge il suo nuovo record personale con la misura di 63,66 metri.
L'anno successivo partecipa alla sua prima Olimpiade ad Atlanta dove però una fastidiosa infiammazione alla spalla di lancio non gli permette di ottenere più di un onorevole 60,06.
Nel finale di stagione la spalla migliora e questo gli permette di vincere l'ultimo incontro della nazionale italiana contro Ucraina e Russia.

#### Europei di Budapest (1997-1998)
Il 1997 lo vede ottenere un ottimo secondo posto ai Giochi del Mediterraneo di Bari.
Il 1998 è l'anno della svolta. La sua tecnica migliora in maniera decisiva e in occasione della Coppa Europa di San Pietroburgo ottiene il bronzo con 62,49 alle spalle del primatista mondiale Jürgen Schult.
Nello stesso anno fa la sua gara capolavoro ai campionati Europei di Budapest dove raggiunge il 5º posto dopo un appassionante duello con il campione di casa, il magiaro Róbert Fazekas.
Si tratta di una delle gare con la più alta densita di campioni della storia.
Al primo posto Lars Riedel, secondo Jürgen Schult, terzo Virgilijus Alekna, quarto Róbert Fazekas, nono Romas Ubartas (tutti campioni Olimpici).
In quell'occasione Fortuna ottiene il suo record personale con la misura di 64,26.

#### Olimpiadi di Sydney (1999-2000)
Il '99 inizia con la vittoria al meeting di Torino davanti a Róbert Fazekas e Horvath. Terzo a Parigi in Coppa Europa con la misura di 63,13 metri viene colto da un infortunio durante uno stage d'allenamento con la Nazionale a Tirrenia.
La stagione di fatto subisce una brusca interruzione e i campionati mondiali di Siviglia, dove comunque prova a partecipare, sono da dimenticare.
Il 2000 inizia sotto i migliori auspici. Subito record personale alla gara d'esordio con 64,69 e ottimi piazzamenti in tutti i meeting internazionali dell'anno.
A fine stagione l'atleta si presenta all'olimpiade di Sydney con un buono stato di forma. L'obbiettivo è superare il primo scoglio, la qualificazione.
Il tempo mutevole non è però generoso. Il vento soffia generoso nella prima serie di qualificazione mentre nella seconda dove partecipava Fortuna si alzò maligno alle spalle.
Risultato: 62,24. Probabilmente una delle migliori gare nella sua vita e pur essendo quinto nel suo gruppo non riesce ad acciuffare la qualificazione per soli 48 cm.
Il quattordicesimo posto finale è più che onorevole ed equivale di fatto ad una semifinale nelle gare di corsa.

#### Dai Mondiali di Edmonton a quelli di Parigi (2001-2004)
Nel 2001 l'atleta vince i mondiali militari a Beirut con 60,86.
Escluso dai campionati mondiali di Edmonton si riscatta ai Giochi del Mediterraneo di Tunisi dove vince con l'ottima misura di 64,40, record dei giochi.
Un grave strappo al bicipite femorale destro rovina la stagione 2002 mentre nel 2003, partecipa alla sua quarta edizione dei Campionati del mondo a Parigi dove si classifica sedicesimo con la misura di 61,46 metri.
Nel 2004 ottiene il minimo B per la partecipazione ai giochi Olimpici di Atene, edizione dove il CONI decide di portare una rappresentativa molto ristretta.

#### Le ultime presenze in nazionale (2005-2006)
Nel 2005, in occasione della Coppa Europa di Firenze, raggiunge ancora la terza piazza con la misura di 61,06.
Il 2005 viene interrotto da un grave lutto per la perdita della cara mamma. L'atleta riesce comunque nell'anno successivo a tornare su buone misure (62,37).

#### Gli ultimi anni (2007-oggi)
Nel 2008 vince il titolo italiano assoluto invernale, il quattordicesimo, con la misura di 60,20.
A quarant'anni compiuti supera più volte la fettuccia dei 60 risultando a fine anno il più forte discobolo over 40 al mondo.
Il 2009 lo vede laurearsi in Scienza della nutrizione con 110 e lode. Lo stesso anno raggiunge a 41 anni il 2º posto ai campionati italiani di Milano e chiude per l'ennesima volta la stagione con una misura sopra i 60 metri.
Con la stagione 2013, raggiunti i 45 anni, decide di ritirarsi dalle competizioni dopo aver siglato il record nazionale master, categoria over 45, con un lancio a 53,47 metri.
Nel 2013 si laurea in Biologia Molecolare Sanitaria della Nutrizione con 106. 
Attualmente è allenatore della Nazionale Italiana di Atletica Leggera nella specialità del lancio del disco tra cui il discobolo altoatesino Hannes Kirchler, il romano Federico Apolloni e della figlia Diletta campionessa europea under 17 ed attualmente atleta professionista nel centro sportivo Carabinieri.
Il suo lavoro attuale
In questo momento lavora come nutrizionista e le persone da lui seguite annovera molti atleti azzurri di varie specialità dal calcio all'atletica al sollevamento pesi al ciclismo.
Ha tenuto conferenze in ambito nazionale in più corsi di specializzazione nell'ambito nutrizione, anche con rilascio di crediti ECM
È docente dal 2014 della scuola regionale dello sport del Coni Veneto.

## Record nazionali

### Master M45
- Lancio del disco 2 kg, 53,47 m ( Vicenza, 28 settembre 2013)

## Progressione

### Lancio del disco
| Stagione | Risultato | Luogo             | Data      | Rank. Mond. |
| -------- | --------- | ----------------- | --------- | ----------- |
| 2013     | 53,47 m   | Vicenza           | 28-9-2013 | 416º        |
| 2012     | 52,94 m   | Vicenza           | 19-5-2012 | 463º        |
| 2011     | 58,71 m   | Donnas            | 3-7-2011  | 125º        |
| 2010     | 59,11 m   | Donnas            | 10-7-2010 | 118º        |
| 2009     | 60,92 m   | Donnas            | 12-7-2009 | 70º         |
| 2008     | 61,37 m   | Firenze           | 27-6-2008 | 85º         |
| 2007     | 61,43 m   | Donnas            | 15-7-2007 | 64º         |
| 2006     | 62,37 m   | Pergine Valsugana | 15-7-2006 | 45º         |
| 2005     | 62,30 m   | Pergine Valsugana | 22-7-2005 | 55º         |
| 2004     | 62,92 m   | Roma              | 26-6-2004 | 47º         |
| 2003     | 63,65 m   | Clermont-Ferrand  | 09-8-2003 | 32º         |
| 2002     | 62,82 m   | Pescara           | 14-9-2002 | 47º         |
| 2001     | 64,40 m   | Tunisi            | 12-9-2001 | 26º         |
| 2000     | 64,69 m   | Ravenna           | 24-6-2000 | 27º         |
| 1999     | 64,68 m   | Ravenna           | 22-5-1999 | 24º         |
| 1998     | 64,26 m   | Budapest          | 23-8-1998 | 27º         |
| 1997     | 62,30 m   | Bologna           | 4-9-1997  | 43º         |
| 1996     | 62,16 m   | Bologna           | 29-7-1996 | 57º         |
| 1995     | 63,66 m   | Cesenatico        | 1-10-1995 | 20º         |
| 1994     | 59,68 m   | Bologna           | 19-6-1994 | 63º         |
| 1993     | 60,02 m   | Cesenatico        | 1-10-1993 | -           |

## Palmarès
| Anno | Manifestazione           | Sede           | Evento           | Risultato | Misura  | Note                          |
| ---- | ------------------------ | -------------- | ---------------- | --------- | ------- | ----------------------------- |
| 1994 | Europei                  | Helsinki       | Lancio del disco | 20º       | 55,70 m |                               |
| 1995 | Universiadi              | Fukuoka        | Lancio del disco | Bronzo    | 61,16 m |                               |
| 1995 | Mondiali                 | Göteborg       | Lancio del disco | 21º       | 58,74 m |                               |
| 1996 | Olimpiadi                | Atlanta        | Lancio del disco | 19º       | 60,08 m |                               |
| 1997 | Giochi del Mediterraneo  | Bari           | Lancio del disco | Argento   | 59,90 m |                               |
| 1997 | Mondiali                 | Atene          | Lancio del disco | 19º       | 60,06 m |                               |
| 1998 | Europei                  | Budapest       | Lancio del disco | 5º        | 64,26 m | Miglior prestazione personale |
| 1998 | Coppa Europa             | S. Pietroburgo | Lancio del disco | Bronzo    | 62,49   |                               |
| 1999 | Mondiali                 | Siviglia       | Lancio del disco | 26º       | 58,52 m |                               |
| 1999 | Giochi mondiali militari | Zagabria       | Lancio del disco | Bronzo    | 59,85 m |                               |
| 1999 | Coppa Europa             | Parigi         | Lancio del disco | Bronzo    | 63,03   |                               |
| 2000 | Olimpiadi                | Sydney         | Lancio del disco | 14º       | 62,24 m |                               |
| 2001 | Giochi del Mediterraneo  | Tunisi         | Lancio del disco | Oro       | 64,40 m | Record dei Giochi             |
| 2001 | Mondiali militari        | Beirut         | Lancio del disco | Oro       |         |                               |
| 2002 | Europei                  | Monaco         | Lancio del disco | 16º       | 60,04 m |                               |
| 2002 | Mondiali militari        | Tivoli         | Lancio del disco | 4º        | 58,40 m |                               |
| 2003 | Mondiali                 | Parigi         | Lancio del disco | 17º       | 61,46 m |                               |
| 2003 | Giochi mondiali militari | Catania        | Lancio del disco | Oro       | 60,16 m |                               |
| 2005 | Coppa Europa             | Firenze        | Lancio del disco | Bronzo    | 61,36   |                               |

## Campionati nazionali
- 8 titoli assoluti (1994/1995, 1997/2001, 2004) ai Campionati italiani assoluti di atletica leggera
- 6 titoli invernali (1995, 1998/2000, 2003, 2008) ai Campionati italiani invernali di lanci

1993
- ai Campionati italiani assoluti, lancio del disco - 57,10 m

1994
- ai Campionati italiani assoluti, lancio del disco - 58,22 m

1995
- Oro ai Campionati italiani invernali di lanci, lancio del disco - 58,50 m
- ai Campionati italiani assoluti, lancio del disco - 59,92 m

1997
- ai Campionati italiani assoluti, lancio del disco - 60,30 m

1998
- Oro ai Campionati italiani invernali di lanci, lancio del disco - 57,93 m
- ai Campionati italiani assoluti, lancio del disco - 61,49 m

1999
- Oro ai Campionati italiani invernali di lanci, lancio del disco - 63,13 m
- ai Campionati italiani assoluti, lancio del disco - 64,00 m

2000
- Oro ai Campionati italiani invernali di lanci, lancio del disco - 62,82 m
- ai Campionati italiani assoluti, lancio del disco - 62,48 m

2001
- ai Campionati italiani assoluti, lancio del disco - 61,72 m

2002
- Argento ai Campionati italiani invernali di lanci, lancio del disco - 61,11 m
- Argento ai Campionati italiani assoluti, lancio del disco - 60,01 m

2003
- Oro ai Campionati italiani invernali di lanci, lancio del disco - 59,36 m
- Argento ai Campionati italiani invernali di lanci, lancio del disco - 61,07 m

2004
- ai Campionati italiani assoluti, lancio del disco - 59,97 m

2005
- ai Campionati italiani assoluti, lancio del disco - 60,83 m

2006
- Bronzo ai Campionati italiani invernali di lanci, lancio del disco - 56,47 m
- ai Campionati italiani assoluti, lancio del disco - 59,27 m

2007
- ai Campionati italiani assoluti, lancio del disco - 58,16 m

2008
- Oro ai Campionati italiani invernali di lanci, lancio del disco - 60,45 m
- ai Campionati italiani assoluti, lancio del disco - 59,17 m

2009
- Argento ai Campionati italiani invernali di lanci, lancio del disco - 58,88 m
- ai Campionati italiani assoluti, lancio del disco - 58,53 m

2011
- 7º ai Campionati italiani assoluti, lancio del disco - 55,86 m

## Altre competizioni internazionali
1998
- Bronzo in Coppa Europa ( San Pietroburgo), lancio del disco - 62,49 m
- 6º al Meeting ISTAF ( Berlino), lancio del disco - 62,17 m

1999
- 5º al Rio de Janeiro Grand Prix ( Rio de Janeiro, lancio del disco - 59,18 m
- Bronzo in Coppa Europa ( Parigi), lancio del disco - 63,03 m
- 7º al Golden Gala ( Roma, lancio del disco - 62,03 m
- 9º al Weltklasse Zürich ( Zurigo, lancio del disco - 60,43 m

2000
- 5º in Coppa Europa ( Gateshead), lancio del disco - 59,81 m
- 7º al Memorial Van Damme ( Bruxelles, lancio del disco - 61,48 m

2001
- 4º in Coppa Europa invernale di lanci ( Nizza), lancio del disco - 60,77 m
- 8º agli FBK-Games ( Hengelo), lancio del disco - 60,62 m
- 5º in Coppa Europa ( Brema), lancio del disco - 59,81 m
- 4º alla Notturna di Milano ( Milano), lancio del disco - 62,28 m

2002
- 11º in Coppa Europa invernale di lanci ( Pola), lancio del disco - 59,24 m

2003
- 9º in Coppa Europa invernale di lanci ( Gioia Tauro),  lancio del disco - 60,74 m

2004
- 6º in Coppa Europa ( Bydgoszcz), lancio del disco - 59,76 m
- 9º al Golden Gala ( Roma, lancio del disco - 59,55 m

2005
- Bronzo in Coppa Europa ( Firenze), lancio del disco - 61,06 m
- 6º al Decanation ( Parigi), lancio del disco - 56,89 m

2008
- 5º al XXII Meeting di Padova ( Padova), lancio del disco - 58,97 m